# Besenbinder

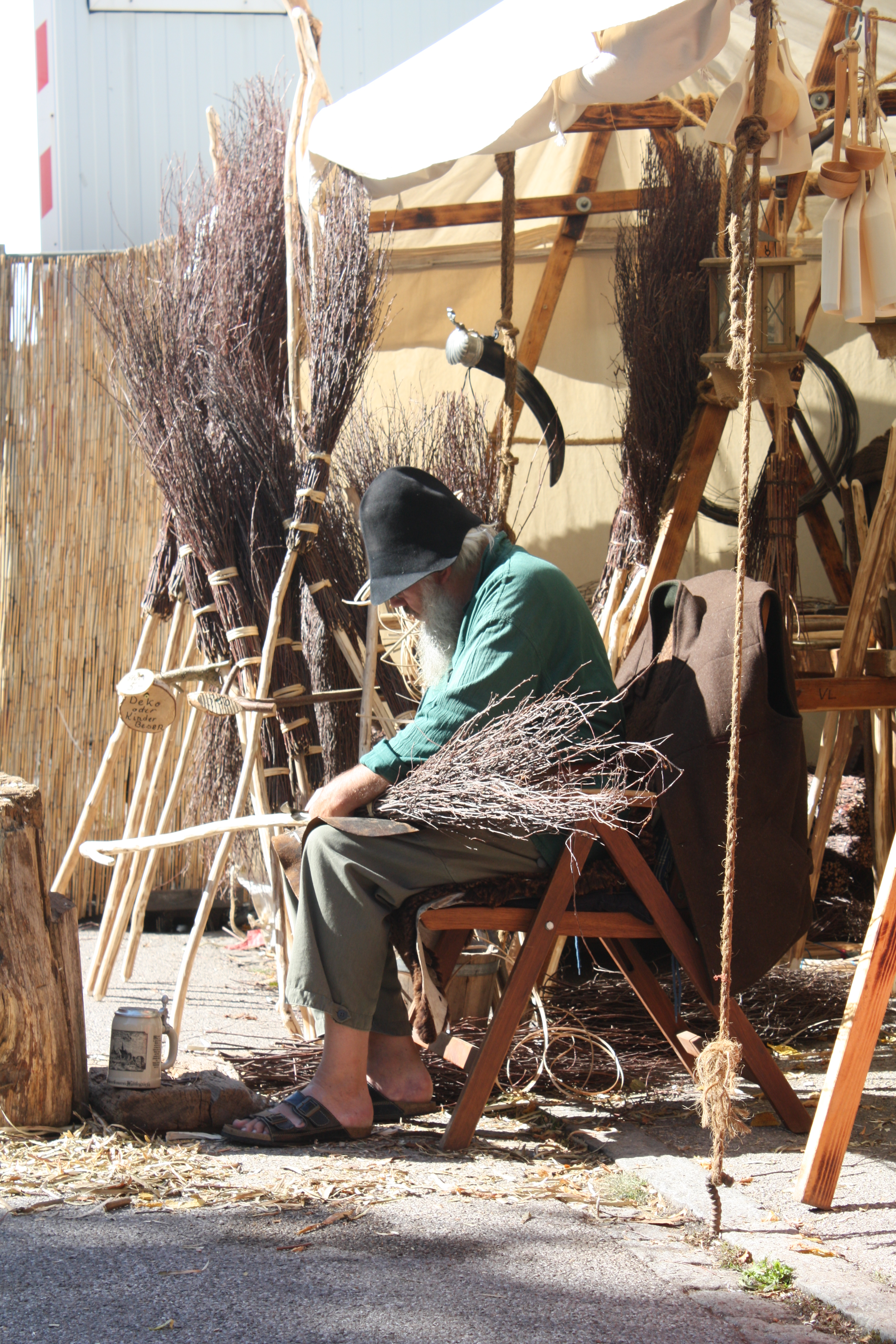
Besenbinder bei der Arbeit (2012)

Besenbinder bezeichnet den traditionellen Handwerksberuf oder das Kunsthandwerk des Bindens von Besen. Weltweit werden dazu geeignete Pflanzenteile gesammelt oder angebaut, vor allem in Asien spezialisieren sich manche Dorfgemeinschaften auf die Herstellung von Besen der unterschiedlichsten Art, teils mit kunsthandwerklichen Ausprägungen. In den Industrieländern ist diese handwerkliche Tätigkeit weitgehend verschwunden, ersetzt durch die serielle Produktion von Kunststoffbesen. Die Herstellung von Besen entwickelte sich von einer jahreszeitabhängigen Tätigkeit im bäuerlichen Alltag zu einem Hausgewerbe sowie verbreitetem Reisegewerbe. Auch Bürstenbinder stellen einige Besenarten her. In Deutschland kennen sich nur noch wenige mit dem Binden von Besen mit Naturmaterialien aus, hier war früher vor allem das Reisig von Birken gebräuchlich (Birkenreiserbesen, vergleiche Birkenrute), auch Ginster lieferte schlanke und biegsame Zweige dafür. In Großbritannien wird noch heute Besenheide verwendet (Heidekraut). Die Besen werden seit jeher vor allem als Stall- und Straßenbesen benutzt. Das Besenbinden wird heute von einigen Personen als Liebhaberei betrieben, auch zum Zweck der Kulturpflege und Erinnerungskultur.
Im Nordosten von Indien gelten die Siedlungen des indigenen Volks der Khasi als „sauberste Dörfer ganz Asiens“, die Bewohner halten sie gepflegt und in der kurzen Trockenzeit (Dezember bis Februar) kehren sie täglich. Hier gehen ganze Dörfer dem kunstvollen Besenbinden nach, weil die Wald- und Dschungel-Umgebungen geeignete Pflanzen dafür bieten, teils werden diese gezielt angebaut.

## Geschichte

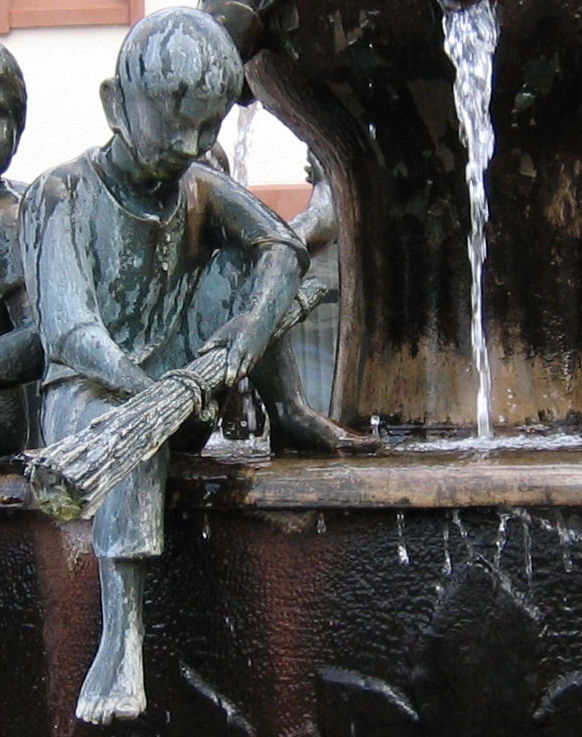
Skulptur eines Besenbinders am Rathausbrunnen von Enkenbach in der Pfalz (2007)

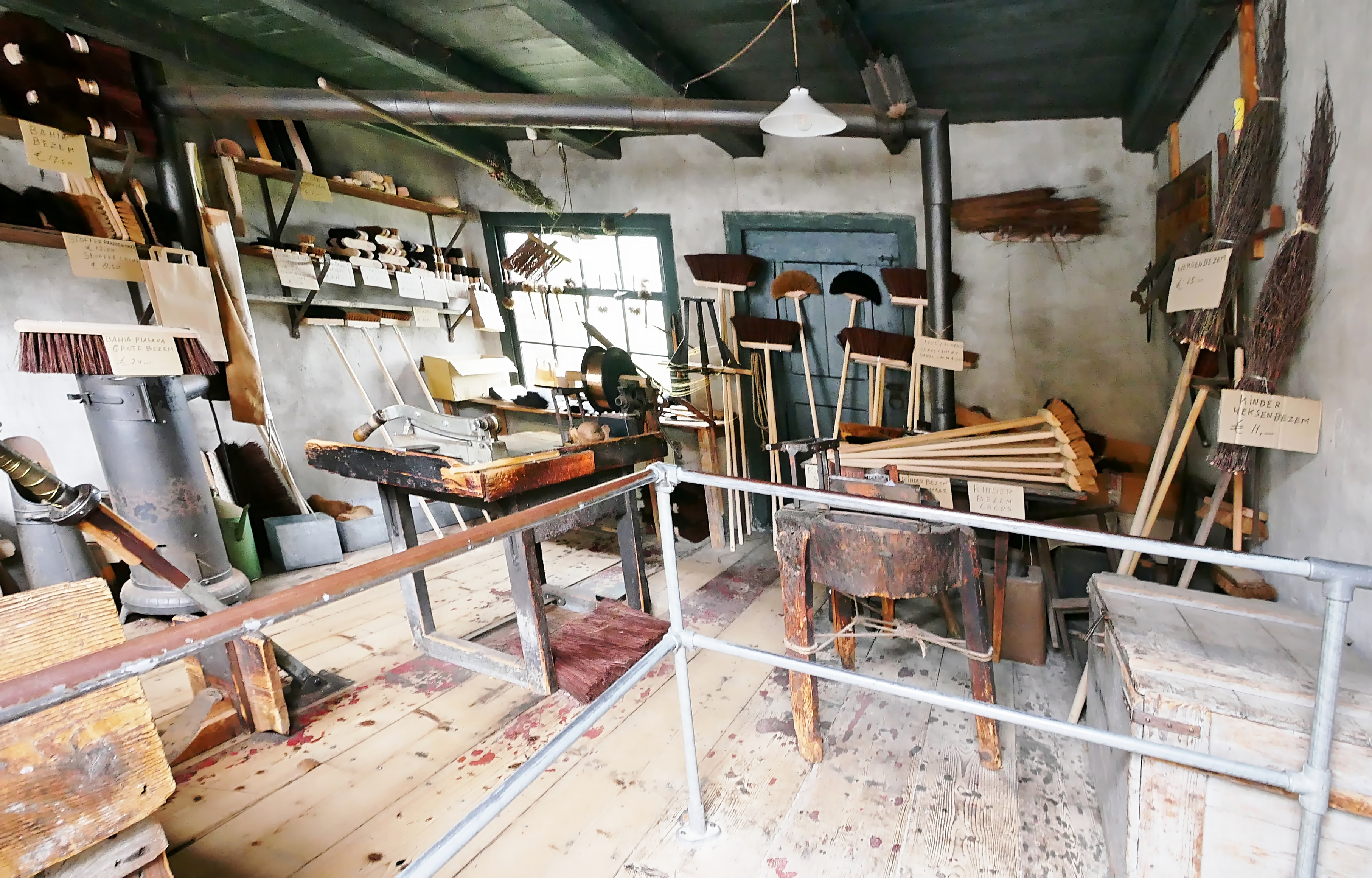
Besenbinderwerkstatt im Zuiderzeemuseum, Enkhuizen in den Niederlanden (2017)

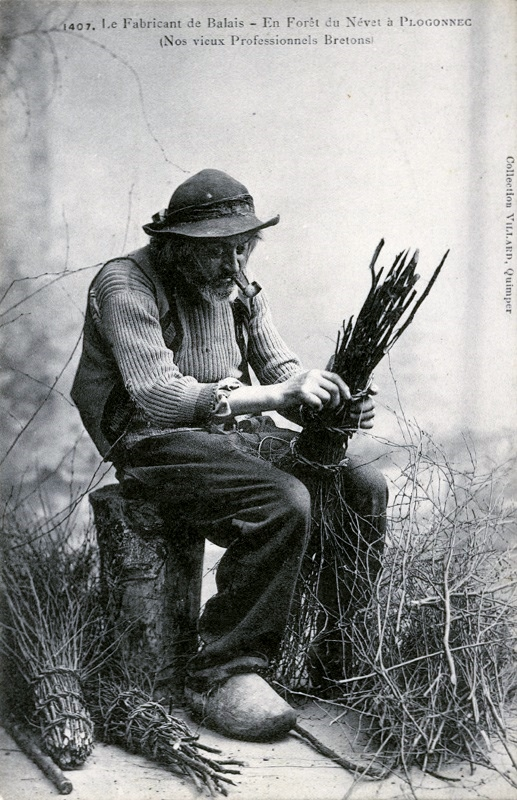
Besenmacher in Frankreich (Ansichtskarte)

Eine besonders wertschätzende Bedeutung erfährt der Beruf des Besenbinders im Grimm’schen Märchen Die schöne Katrinelje und Pif Paf Poltrie. Das Leben eines Besenbinders (Besenmannli) erzählt Jeremias Gotthelf im Jahr 1851 in Der Besenbinder von Rychiswyl.
Stolz berichtet das traditionelle Röttenbach-Lied aus dem Frankenland:

„Wo am Waldesrand so gelb der Ginster blüht

Unsre Ahnen haben sich damit gemüht

Ihre Besen machten Röttenbach bekannt.

Besenbinder heißen wir in Stadt und Land…“

 Brandverhütung
Nachdem früher in Süddeutschland in vielen Dörfern beim Ausbruch eines Feuers ganze Häuserreihen abbrannten, wurden im 18. Jahrhundert unter Pfalzgraf Karl IV. strenge Anordnungen zur Verhütung von Feuerbränden erlassen; diese regelten auch das allabendliche Beseitigen von Holzspänen in den Werkstätten der Besen-, Bürsten- und Fassbinder (Küfer).